# Grace Min
Grace Min (Atlanta, 6 maggio 1994) è una tennista statunitense.

## Carriera
A livelli juniores ottiene ottimi risultati, nel 2009 partecipa agli US Open e nel doppio ragazze raggiunge i quarti di finale. A Wimbledon 2010 riesce ad eliminare al primo turno la testa di serie numero 1, Elina Svitolina, per poi arrendersi nel terzo turno alla russa Julija Putinceva.
Sempre nel 2010 ma agli US Open partecipa per la prima volta a un torneo dello Slam non riservato ai junior, grazie a una wild card si presenta insieme a Lauren Herring per il doppio femminile ma vengono subito eliminate da Dominika Cibulková e Anastasija Pavljučenkova.

Al doppio ragazze di Wimbledon 2011 si presenta insieme alla canadese Eugenie Bouchard e le assegnano la testa di serie numero 2. Dimostrano di essersi meritate una testa di serie così alta raggiungendo la finale dove dopo essere andate sotto di un set riescono a trionfare per 5–7, 6–2, 7–5.
Nel 2011 prende parte anche all'ultimo Slam dell'anno, entra infatti nei tabelloni di singolare e doppio ragazze negli US Open 2011. Nel doppio in coppia con Madison Keys si ferma ai quarti di finale dove vengono sconfitte per 3-6, 6-4, [5-10] da Gabrielle Andrews e Taylor Townsend.
Nel singolare elimina al primo turno la testa di serie numero 2, Irina Chromačëva, e raggiunge la finale dove incontra la francese Caroline Garcia, testa di serie numero 1. Contro tutti i pronostici che davano come favorita la Garcia, che si era già fatta conoscere al di fuori del mondo junior, Grace Min riesce a sconfiggerla in due set combattuti per 7-5, 7–6(3). Con questo risultato vince il secondo titolo juniores del Grande Slam, il primo in singolare.
Nel giugno 2012 partiecipa alle qualificazioni per il torneo di categoria International AEGON Classic. Supera entrambi i turni senza cedere un set ad Alicja Rosolska e Kurumi Nara accedendo così al tabellone principale. Al primo turno le viene assegnata come avversaria Laura Robson che la sconfigge nettamente in due set con il punteggio finale di 6-4, 6-1.
Al torneo di Bad Gastein 2014 gioca il miglior tennis della sua carriera e conquista per la prima volta una semifinale nel circuito maggiore. Nei primi due turni sconfigge in modo piuttosto agevole Beatriz Garcia e Irina Falconi, entrambe provenienti dalle qualificazioni. Nei quarti di finale sfodera una grande prestazione contro la numero 8 del seeding Karolina Pliskova, giocatrice in grande ascesa, con un risultato finale in suo favore di 6-2, 6-1. In semifinale si arrende in 3 combattuti set (6-4, 2-6, 4-6) alla futura campionessa del torneo Andrea Petkovic.

## Caratteristiche e stile di gioco
Grace Min, destrorsa, dispone di due ottimi colpi a rimbalzo. Colpisce sia il dritto sia il rovescio con un ottimo timing che, unito ad un notevole peso di palla, genera delle traiettorie molto insidiose per le avversarie. È molto abile anche nell'esecuzione delle palle corte. D'altra canto è piuttosto carente nei colpi al volo (volée, smash e schiaffi). Inoltre, la modesta statura le impedisce di essere particolarmente incisiva col servizio e le causa non poche difficoltà nel momento in cui l'avversaria le propone traiettorie più arcuate.

## Statistiche ITF

### Singolare

#### Vittorie (12)
| Torneo $100.000 (0) |
| Torneo $80.000 (0)  |
| Torneo $75.000 (0)  |
| Torneo $60.000 (1)  |
| Torneo $50.000 (2)  |
| Torneo $40.000 (0)  |
| Torneo $25.000 (9)  |
| Torneo $15.000 (0)  |
| Torneo $10.000 (0)  |

| N.  | Data              | Torneo                                                          | Superficie  | Avversaria in finale     | Punteggio        |
| 1.  | 15 gennaio 2012   | Ace Sports Group Tennis Classic, Innisbrook                     | Cemento     | Gail Brodsky             | 2-6, 6-2, 6-4    |
| 2.  | 6 maggio 2012     | Audi Melbourne Pro Tennis Classic, Indian Harbour Beach         | Terra verde | Maria Sanchez            | 6-4, 7-6(4)      |
| 3.  | 13 maggio 2012    | RBC Bank Women's Challenger, Raleigh                            | Terra verde | Tamaryn Hendler          | 3-6, 6-2, 6-3    |
| 4.  | 23 marzo 2014     | Innisbrook Women's Open, Innisbrook                             | Terra verde | Nicole Gibbs             | 7-5, 6-0         |
| 5.  | 20 aprile 2014    | Dothan Pro Tennis Classic, Dothan                               | Terra verde | Victoria Duval           | 6-3, 6-1         |
| 6.  | 25 ottobre 2015   | Florence Open, Florence                                         | Cemento     | Paula Cristina Gonçalves | 6–2, 4–6, 7–6(2) |
| 7.  | 10 aprile 2016    | St. Dominic USTA Pro Circuit $25,000 Challenger, Jackson        | Terra verde | Paula Badosa Gibert      | 1–6, 6–2, 6–4    |
| 8.  | 17 aprile 2016    | Pelham Racquet Club Women's $25K Pro Circuit Challenger, Pelham | Terra verde | Bernarda Pera            | 6-4, 6-4         |
| 9.  | 6 agosto 2017     | Fifth Third Bank Tennis Championships, Lexington                | Cemento     | Sofia Kenin              | 6-4, 6-1         |
| 10. | 10 giugno 2018    | Resortquest Pro Women's Open at Sea Colony, Bethany Beach       | Terra verde | Katerina Stewart         | 6–4, 6–2         |
| 11. | 28 luglio 2019    | Women's Hospital Classic, Evansville                            | Cemento     | Deniz Khazaniuk          | 7-6(7), 4-6, 7-5 |
| 12. | 27 settembre 2020 | Zubr Cup, Přerov                                                | Terra rossa | Georgina García Pérez    | 6-3, 0-6, 7-5    |

#### Sconfitte (11)
| Torneo $100.000 (0) |
| Torneo $80.000 (0)  |
| Torneo $75.000 (0)  |
| Torneo $60.000 (3)  |
| Torneo $50.000 (4)  |
| Torneo $40.000 (0)  |
| Torneo $25.000 (3)  |
| Torneo $15.000 (0)  |
| Torneo $10.000 (1)  |

| N.  | Data            | Torneo                                                   | Superficie  | Avversaria in finale      | Punteggio        |
| 1.  | 23 ottobre 2011 | Rock Hill Rocks Open, Rock Hill                          | Cemento     | Romina Oprandi            | 5-7, 1-6         |
| 2.  | 18 marzo 2012   | Sheriff Jim Coats Clearwater Women's Open, Clearwater    | Cemento     | Garbiñe Muguruza Blanco   | 0-6, 1-6         |
| 3.  | 26 ottobre 2014 | ButlerCars.com Tennis Classic, Macon                     | Cemento     | Kateryna Bondarenko       | 4-6, 5-7         |
| 4.  | 20 marzo 2016   | ITF Women's Circuit Orlando, Orlando                     | Terra verde | Katerina Stewart          | 4-6, 3-6         |
| 5.  | 30 aprile 2016  | Boyd Tinsley Women's Clay Court Classic, Charlottesville | Terra verde | Taylor Townsend           | 5-7, 1-6         |
| 6.  | 24 luglio 2016  | FSP Gold River Women's Challenger, Sacramento            | Cemento     | Sofia Kenin               | 6–4, 1–6, 4–6    |
| 7.  | 7 novembre 2016 | Waco Showdown, Waco                                      | Cemento     | Beatriz Haddad Maia       | 2–6, 6–3, 1–6    |
| 8.  | 14 gennaio 2018 | Daytona Beach Open, Daytona Beach                        | Terra verde | Anhelina Kalinina         | 6–1, 5–7, 0–6    |
| 9.  | 6 ottobre 2019  | LTP Charleston Pro Tennis, Charleston                    | Terra verde | Caroline Dolehide         | 2-6, 7-6(5), 0-6 |
| 10. | 31 gennaio 2021 | Georgia's Rome Tennis Open, Rome                         | Cemento (i) | Irene Burillo Escorihuela | 6-1, 6(4)-7, 1-6 |
| 11. | 8 ottobre 2023  | Georgia's Rome Tennis Open, Rome                         | Cemento (i) | McCartney Kessler         | 2-6, 1-6         |

### Doppio

#### Vittorie (1)
| Torneo $100.000 (0) |
| Torneo $80.000 (0)  |
| Torneo $75.000 (0)  |
| Torneo $60.000 (0)  |
| Torneo $50.000 (0)  |
| Torneo $40.000 (0)  |
| Torneo $25.000 (0)  |
| Torneo $15.000 (0)  |
| Torneo $10.000 (1)  |

| N. | Data            | Torneo                                           | Superficie  | Compagna      | Avversarie in finale               | Punteggio |
| 1. | 12 ottobre 2009 | Ladies Cleveland Tennis Championships, Cleveland | Terra verde | Jamie Hampton | Tarakaa Bertrand Elizabeth Lumpkin | 6-1, 6-2  |

#### Sconfitte (1)
| Torneo $100.000 (0) |
| Torneo $80.000 (0)  |
| Torneo $75.000 (1)  |
| Torneo $60.000 (0)  |
| Torneo $50.000 (0)  |
| Torneo $40.000 (0)  |
| Torneo $25.000 (0)  |
| Torneo $15.000 (0)  |
| Torneo $10.000 (0)  |

| N. | Data              | Torneo                                           | Superficie | Compagna      | Avversarie in finale       | Punteggio        |
| 1. | 25 settembre 2011 | Coleman Vision Tennis Championships, Albuquerque | Cemento    | Melanie Oudin | Alexa Glatch Asia Muhammad | 6-4, 3-6, [2-10] |

## Grand Slam Junior

### Singolare

#### Vittorie (1)
| Tornei del Grande Slam  |
| ----------------------- |
| Australian Open (0)     |
| Open di Francia (0)     |
| Torneo di Wimbledon (0) |
| US Open (1)             |

| N. | Data              | Torneo            | Superficie | Avversario in finale | Punteggio   |
| 1. | 10 settembre 2011 | US Open, New York | Cemento    | Caroline Garcia      | 7-5, 7-6(3) |

### Doppio

#### Vittorie (1)
| Tornei del Grande Slam  |
| ----------------------- |
| Australian Open (0)     |
| Open di Francia (0)     |
| Torneo di Wimbledon (1) |
| US Open (0)             |

| N. | Data          | Torneo                      | Superficie | Compagna         | Avversarie in finale      | Punteggio     |
| 1. | 2 luglio 2011 | Torneo di Wimbledon, Londra | Erba       | Eugenie Bouchard | Demi Schuurs Tang Haochen | 5-7, 6-2, 7-5 |

## Risultati in progressione
| Sigla | Risultato               |
| ----- | ----------------------- |
| V     | Vincitore               |
| F     | Finalista               |
| SF    | Semifinalista           |
| O     | Oro olimpico            |
| A     | Argento olimpico        |
| SF    | Bronzo olimpico         |
| QF    | Quarti di Finale        |
| 4T    | Quarto turno            |
| 3T    | Terzo turno             |
| 2T    | Secondo turno           |
| 1T    | Primo turno             |
| RR    | Round Robin             |
| LQ    | Turno di qualificazione |
| A     | Assente                 |
| ND    | Non disputato           |

| Legenda superfici    |
| -------------------- |
| Cemento              |
| Terra battuta        |
| Erba                 |
| Superficie variabile |

### Singolare nei tornei del Grande Slam
| Torneo          | 2010 | 2011 | 2012 | 2013 | 2014 | 2015 | V--S |
| --------------- | ---- | ---- | ---- | ---- | ---- | ---- | ---- |
| Australian Open | A    | A    | A    | A    | A    | 1T   | 0-1  |
| Open di Francia | A    | A    | A    | 1T   | 1T   | A    | 0-2  |
| Wimbledon       | A    | A    | A    | A    | A    |      | 0-0  |
| US Open         | A    | A    | A    | 1T   | 1T   |      | 0-2  |
| Totale          | 0-0  | 0-0  | 0-0  | 0-2  | 0-2  | 0-1  | 0-5  |

### Doppio nei tornei del Grande Slam
| Torneo          | 2010 | 2011 | 2012 | 2013 | 2014 | 2015 | V--S |
| --------------- | ---- | ---- | ---- | ---- | ---- | ---- | ---- |
| Australian Open | A    | A    | A    | A    | A    | A    | 0-0  |
| Open di Francia | A    | A    | A    | A    | A    |      | 0-0  |
| Wimbledon       | A    | A    | A    | A    | A    |      | 0-0  |
| US Open         | 1T   | A    | 1T   | 1T   | 1T   |      | 0-4  |
| Totale          | 0-1  | 0-0  | 0-1  | 0-1  | 0-1  | 0-0  | 0-4  |

### Doppio misto nei tornei del Grande Slam
| Torneo          | 2010 | 2011 | 2012 | 2013 | 2014 |
| --------------- | ---- | ---- | ---- | ---- | ---- |
| Australian Open | A    | A    | A    | A    | A    |
| Open di Francia | A    | A    | A    | A    | A    |
| Wimbledon       | A    | A    | A    | A    | A    |
| US Open         | A    | A    | 1T   | A    | A    |